# محمد علالو
محمد علالو (عربی: محمد علالو؛ زادهٔ ۲۸ سپتامبر ۱۹۷۳) بوکسور اهل الجزایر بود.